# Magic: The Gathering Arena
Magic: The Gathering Arena (MTG Arena, Magic Arena, или просто Arena) — бесплатная компьютерная коллекционная карточная игра, разработанная и изданная Wizards of the Coast. Игра является цифровой адаптацией карточной игры Magic: The Gathering (MTG), позволяющей игрокам собирать карты, открывая бустеры, выполняя внутриигровые достижения или совершая покупки посредством микротранзакций, и объединять их в колоды, которыми можно играть против других игроков. Игра вышла в стадию бета-тестирования в ноябре 2017 года, а окончательный выпуск пришёлся на сентябрь 2019 года. В июле 2020 года вышла версия для macOS, доступная через платформу Epic Games Store.

## Игровой процесс
MTG Arena играется по тем же правилам, что и физическая карточная игра. Игроки используют колоды карт, включающие карты земель, генерирующие пять типов маны, а также карты, использующие ману для призыва существ, наложения атакующих и защитных заклинаний или активации других эффектов. Игроки сражаются против других игроков, используя выбранную колоду, с целью опустить число очков здоровья противника до нуля до того, как соперник опустит до нуля здоровье игрока.
MTG Arena поддерживает игры в форматах «Собранная колода» (англ. Constructed Deck) и «Драфт» (англ. Draft). В режиме собранной колоды игроки создают колоды из имеющихся у них карт. Новые игроки получают набор базовых карт и несколько заранее созданных из них колод, а с победами в матчах и выполнением ежедневных заданий они получают возможность покупать бустеры, содержащие новые карты, и улучшать колоды. В отличие от большинства физических наборов карт Magic, содержащих, как правило, 15—16 карт, наборы в MTG Arena состоят из 8 карт (1 редкой или раритетной, 2 необычных и 5 обычных). В режиме драфта игрокам даётся несколько особых бустеров, из которых требуется собрать колоду. Полученной колодой игрок пытается выиграть как можно большее число матчей. Как только игрок выиграет 7 игр или проиграет 3, колода удаляется, а игрок получает выпавшие ему карты и получает награду в виде дополнительных бустеров и ресурсов для получения карт.
Arena следует популярной бизнес-модели freemium, позволяя играть бесплатно и предлагая необязательные микротранзакции. Игроки покупают кристаллы (англ. Gems) или внутриигровую валюту за реальные деньги, которые в дальнейшем могут быть потрачены на бустеры или для входа на мероприятия, проводимые по системам «собранная колода» или «драфт». Кристаллы также могут быть заработаны победами в режиме драфта. Помимо обычных карт из наборов, игроки также могут получать джокеров (англ. Wildcards) любой редкости из бустеров или в качестве награды. У игроков есть возможность обменивать джокеров на любую другую карту той же редкости. Magic: The Gathering разрешает иметь до 4 копий одной и той же карты в колоде, поэтому при получении пятой копии игрок вместо карты получает небольшую прибавку к счётчику, при заполнении которого игроку даётся 1 раритетный, 2 редких и 3 необычных джокера. В игре нет возможности обмениваться картами между игроками, так как разработчики посчитали, что это помешает им в достаточной мере реализовать внутриигровые награды, оставив экономику игры простой и эффективной.
Как и в случае с физическим изданием Magic the Gathering, в MTG Arena добавляются новые дополнения, после чего старые дополнения удаляются из игры. Большая часть режимов требует от игрока использования «стандартных» колод, включающих в себя карты только из активных дополнений. Однако существует так же ограниченная поддержка «исторических» колод, в которых можно использовать любые карты, когда-либо бывшие доступными в игре, однако игра этими колодами не приносит наград в игре.

## Разработка и выпуск
Выпуск полной версии Arena прошёл 26 сентября 2019 года и был приурочен к выпуску расширения для физической Magic The Gathering, названного Throne of Eldraine.

## Киберспорт
На The Game Awards 2018 в декабре 2018 года Wizards of the Coast анонсировали создание киберспортивного фонда в 2019 году. Было выделено 10 миллионов долларов, равномерно распределённых между традиционной настольной игрой и новосозданной MTG Arena.